# Radhospne, Krîvîi Rih
Radhospne (în ucraineană Радгоспне) este un sat în comuna Vilne din raionul Krîvîi Rih, regiunea Dnipropetrovsk, Ucraina.

## Demografie
Componența lingvistică a localității Radhospne
     Ucraineană (94,14%)
     Rusă (5,86%)
Conform recensământului din 2001, majoritatea populației localității Radhospne era vorbitoare de ucraineană (94,14%), existând în minoritate și vorbitori de rusă (5,86%).